# Kristian Sæverås
Kristian Sæverås (Oslo, 22 de junio de 1996) es un jugador de balonmano noruego que juega de portero en el SC DHfK Leipzig de la Bundesliga. Es internacional con la selección de balonmano de Noruega.
Con la selección ganó la medalla de bronce en el Campeonato Europeo de Balonmano Masculino de 2020.

## Palmarés

### Aalborg HB
- Liga danesa de balonmano (2): 2019, 2020

## Clubes
| Club            | País      | Año         |
| --------------- | --------- | ----------- |
| Bækkelagets SK  | Noruega   | 2012 - 2017 |
| HK Malmö        | Suecia    | 2017 - 2018 |
| Aalborg HB      | Dinamarca | 2018 - 2020 |
| SC DHfK Leipzig | Alemania  | 2020 - Act. |